# Ruth Elder
Ruth Elder (née le 8 septembre 1902 à Anniston et morte le 9 octobre 1977 à San Francisco) fut une actrice et une aviatrice américaine. Elle fut la première femme à tenter de traverser l'Atlantique en avion,.

## Biographie
Vers le milieu des années 1920, elle est notablement habillée par Jean Patou, servant d'image publicitaire pour la ligne « sportive » créé par le couturier.

## Filmographie partielle
- 1928 : Moran of the Marines de Frank R. Strayer

### Source
- (de) Cet article est partiellement ou en totalité issu de l’article de Wikipédia en allemand intitulé « Ruth Elder » (voir la liste des auteurs).